# Zal
Pour les articles homonymes, voir ZAL.

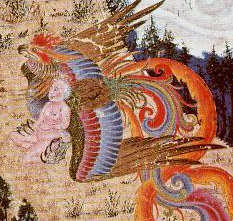
Simorgh transportant Zal enfant.

Zal (en persan : زال / Zâl) était un guerrier mythique de l'Iran ancien. Il était albinos et son nom est utilisé en Persan pour faire référence à ceux qui souffrent d'albinisme. Sa femme était Roudabeh ; leur enfant était le grand héros Rostam. Zal était le fils de Sām (en) et le petit-fils de Nariman, tous deux héros de l'Iran ancien et des protecteurs de "Iran-zamin".